# تیامین پیروفسفات
تیامین پیروفسفات (به انگلیسی: TPP |  Thiamine pyrophosphate) با فرمول شیمیایی C۱۲H۱۹N۴O۷P۲S+ یک ترکیب شیمیایی با شناسه پاب‌کم ۱۱۳۲ است. که جرم مولی آن ۴۲۵٫۳۱۴۳۸۲ g/mol می‌باشد.
این ماده یک تیامین می‌باشد که به وسیله ی آنزیم thiamine diphosphokinase ساخته می‌شود.
این ماده یک کوفاکتور می‌باشد که در تمام سیستم‌های زنده حضور دارند که در آن TPP برخی از واکنش‌های بیو شیمیایی را کاتالیز میکند.TPP در ابتدا به عنوان یک ویتامین در انسان‌هایی که به وسیله ی آن به بیماری سیستم اعصاب مرکزی بریبری مربوط میشدند، کشف شد، که حاصل کمبود ویتامین B1 در رژیم غذایی می‌باشد.

## نگارخانه

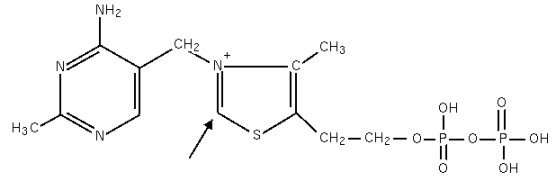